# Plattner

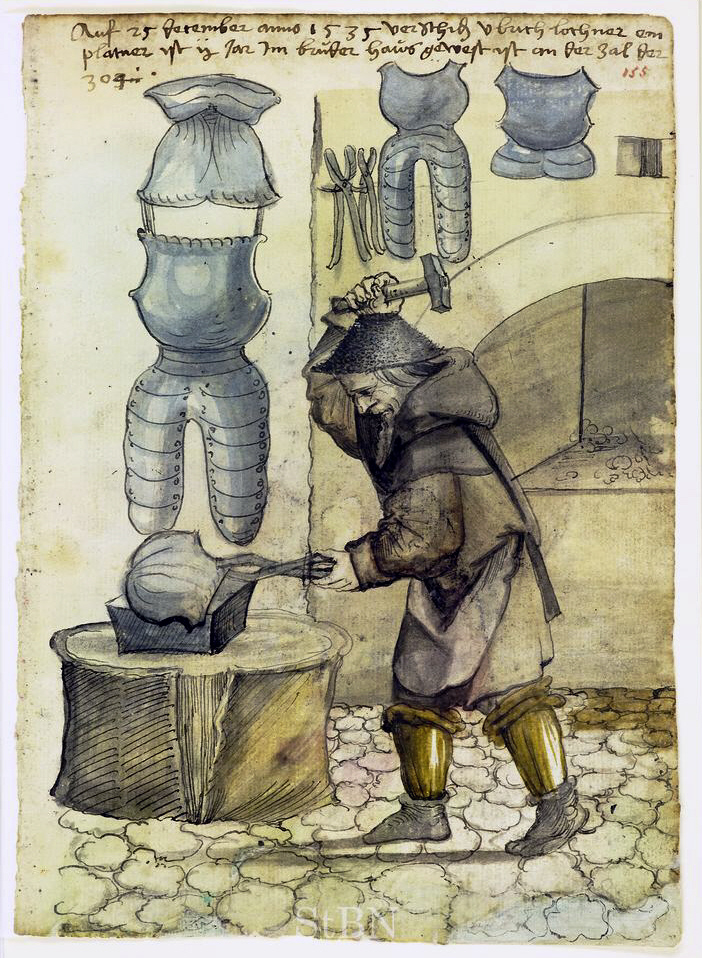
Plattner oder Harnischmacher in den Nürnberger Hausbüchern um 1535

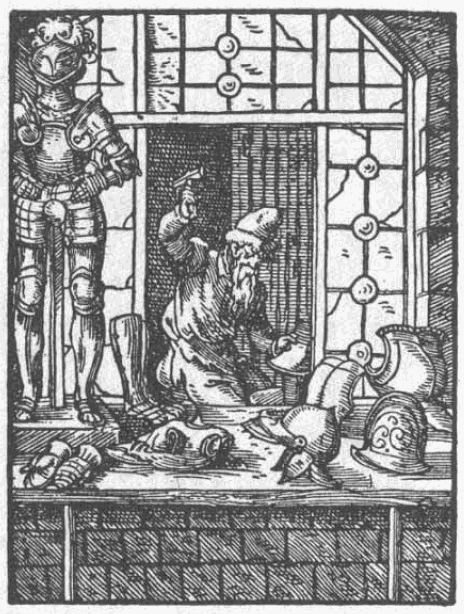
Der Plattner aus Jost Ammans Ständebuch, 1568

Bei einem Plattner handelte es sich um einen auf die Herstellung von Plattenpanzern spezialisierten Schmied. Das Handwerk des Plattners, die sogenannte Plattnerei, lässt sich frühestens für die erste Hälfte des 14. Jahrhunderts nachweisen. Die Plattner waren in Plattnerzünften organisiert, deren Zunftordnungen die Herstellung und den Verkauf der Rüstungen regelten sowie die Qualität der Harnische sicherstellen sollten. So musste ein Lehrling in Landshut etwa rund vier Jahre eine Ausbildung absolvieren. Wollte er anschließend vom Plattnergesellen zum Meister aufsteigen, musste er den Zunftmeistern einige von ihm geschmiedete Rüstungsstücke (sog. Meisterstücke) zur Begutachtung übergeben. Bestand die Rüstung diese Prüfung, durfte der neue Plattnermeister seine zukünftigen Werkstücke mit seinem Meisterzeichen sowie dem Zunftzeichen als Qualitätssiegel versehen. Außerdem wurde ihm das Bürgerrecht verliehen.
Den Großteil des Rüstungsschmiedens nahm der Plattner am erkalteten Metall vor. Fähige Plattner waren in der Lage, aus einer einzigen Metallplatte einen Vollhelm zu schmieden. Auch das Färben von Harnischen war den Plattnern möglich, indem sie durch das kurze Abkühlen des erhitzten Harnisches oder das erneute Erhitzen auf eine niedrigere Temperatur (Anlassen) einen bläulichen Farbton erzeugten. Eine dunklere Tönung und Rostschutz konnte auch durch das Erhitzen mit Leinöl, das Schwarzfärben erreicht werden. 
Den Höhepunkt erreichte die Plattnerkunst um das Jahr 1500. Plattner waren Metallkünstler, die geschickt mit dem schwer zu bearbeitenden Material umgingen. Vor allem Kaiser Maximilian I. galt als bedeutender Förderer des Plattnereiwesens. In seiner Residenzstadt Innsbruck erbaute er nicht nur ein zentrales Zeughaus, sondern holte auch viele bedeutsame Plattnermeister aus ganz Deutschland an seinen Hof. 1504 schuf der Monarch hier nach burgundischem Vorbild eine eigene Hofplattnerei, deren Leiter Konrad Seusenhofer wurde. Durch diese gezielte Förderkultur entwickelte sich Innsbruck schließlich neben Nürnberg, Augsburg und Mailand zu einem Zentrum des Plattnereiwesens in der Frührenaissance. Berühmte Plattner wurden von den Familien Helmschmid und Seusenhofer hervorgebracht.
Gegen Ende des 16. Jahrhunderts kam der Niedergang der Plattnerkunst. Die Rüstungen wurden schlichter, bis sie schließlich im 17. Jahrhundert ganz außer Gebrauch kamen.
Seit dem 20. Jahrhundert gibt es in Deutschland wieder Plattnerbetriebe. Da es den Ausbildungsberuf des Plattners nicht mehr gibt, kommen die modernen Plattner entweder aus anderen Bereichen der Metallgestaltung (z. B. Kunstschmiede) oder haben sich ihr Wissen selbst angeeignet. Sie arbeiten nach historischen Vorlagen, wobei durchaus moderne Werkzeuge zum Einsatz kommen können. In Schweden wurde die erste Rüstungsmacher-Meisterprüfung nach Aussterben des Berufes 1781 erstmals wieder im Jahr 2020 abgelegt.
Die Interessenten kommen hauptsächlich aus den Bereichen Schaukampf, Reenactment und LARP, aber es werden auch Rekonstruktionen für Museen angefertigt.

## Bedeutende Plattner
- Konrad Seusenhofer
- Michael Witz der Jüngere
- Lorenz Helmschmied
- Jörg Treytz
- Anton Pfeffenhauser[7]
- Matthäus Frauenpreis der Jüngere (um 1530–nach 1574)
- Kunz (Konrad) Lochner
- Eliseus Libaerts
- Giovanni Paolo Negroli
- Hans Horburger
- Anton Horburger
- Sebastian Katzmair
- Stefan Rormoser
- Wolfgang Premier der Jüngere
- Jakob Schnatz